# Halothamnus auriculus
Halothamnus auriculus es una especie de planta herbácea del género Halothamnus, que ahora está incluido en la familia Amaranthaceae, (anteriormente Chenopodiaceae). Es originaria de Asia.

## Descripción
Halothamnus auriculus es un subarbusto que alcanza un tamaño de hasta 90 cm de alto, con las ramas estriadas de color aceite de oliva, gris o verde azulado pálido. Las hojas planas y poco carnosas son de forma muy variable  (lanceoladas, triangulares, ovaladas, cordadas, con forma de riñón, o redondeadas), midiendo hasta 68 mm de largo y 2,5-45 mm de ancho, con márgenes membranosos. Las brácteas son similares a las hojas. Las bractéolas son adjuntas al perianto, como escamas. Las flores son de 3,4-1,7 mm de largo, los estigmas se amplían y truncan en el ápice. El fruto alado es de 12-18 mm de diámetro. El tubo de la fruta tiene forma de barril, en su parte inferior con profundos hoyos, surcos,  rectos o curvos.

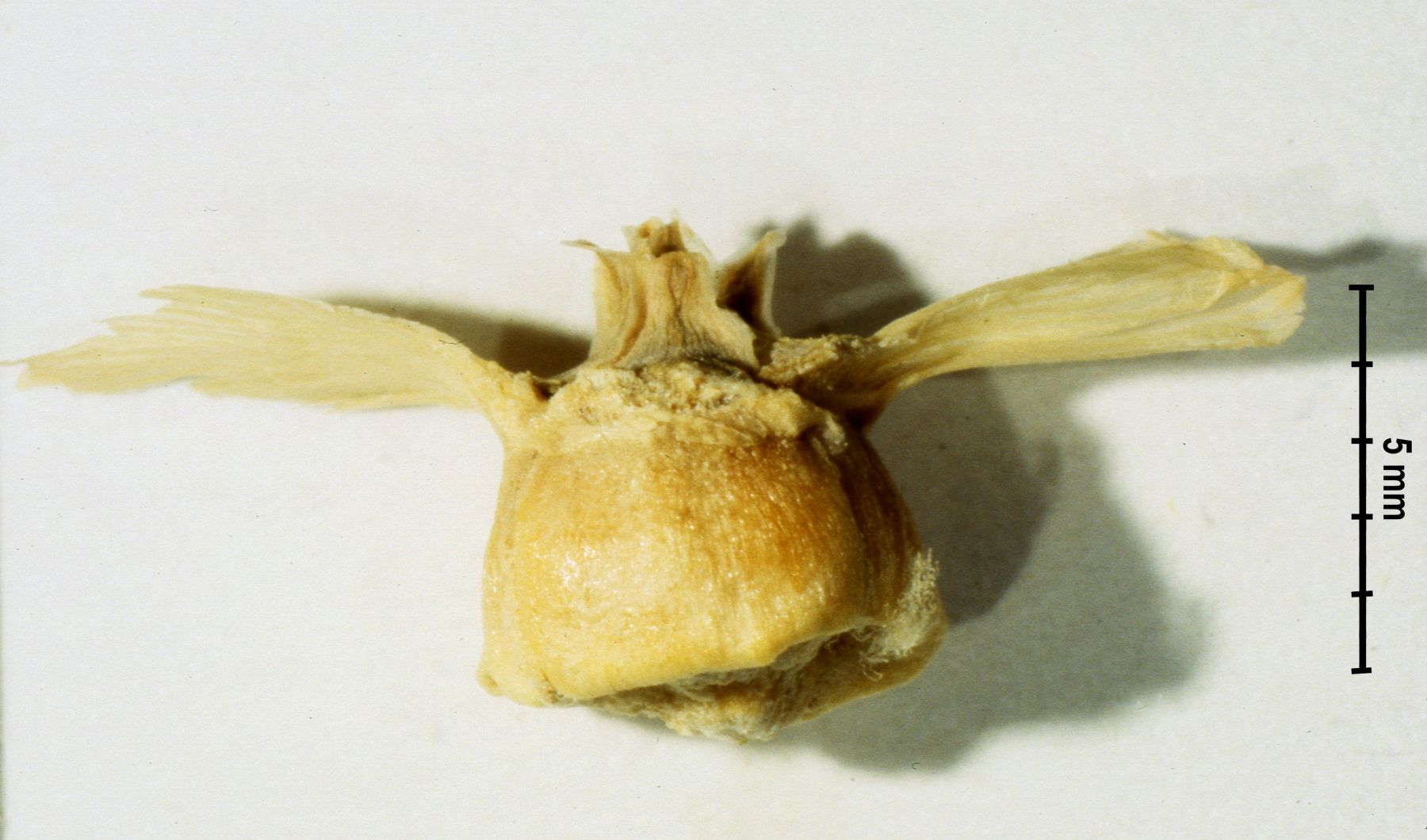
fruto (vista lateral)

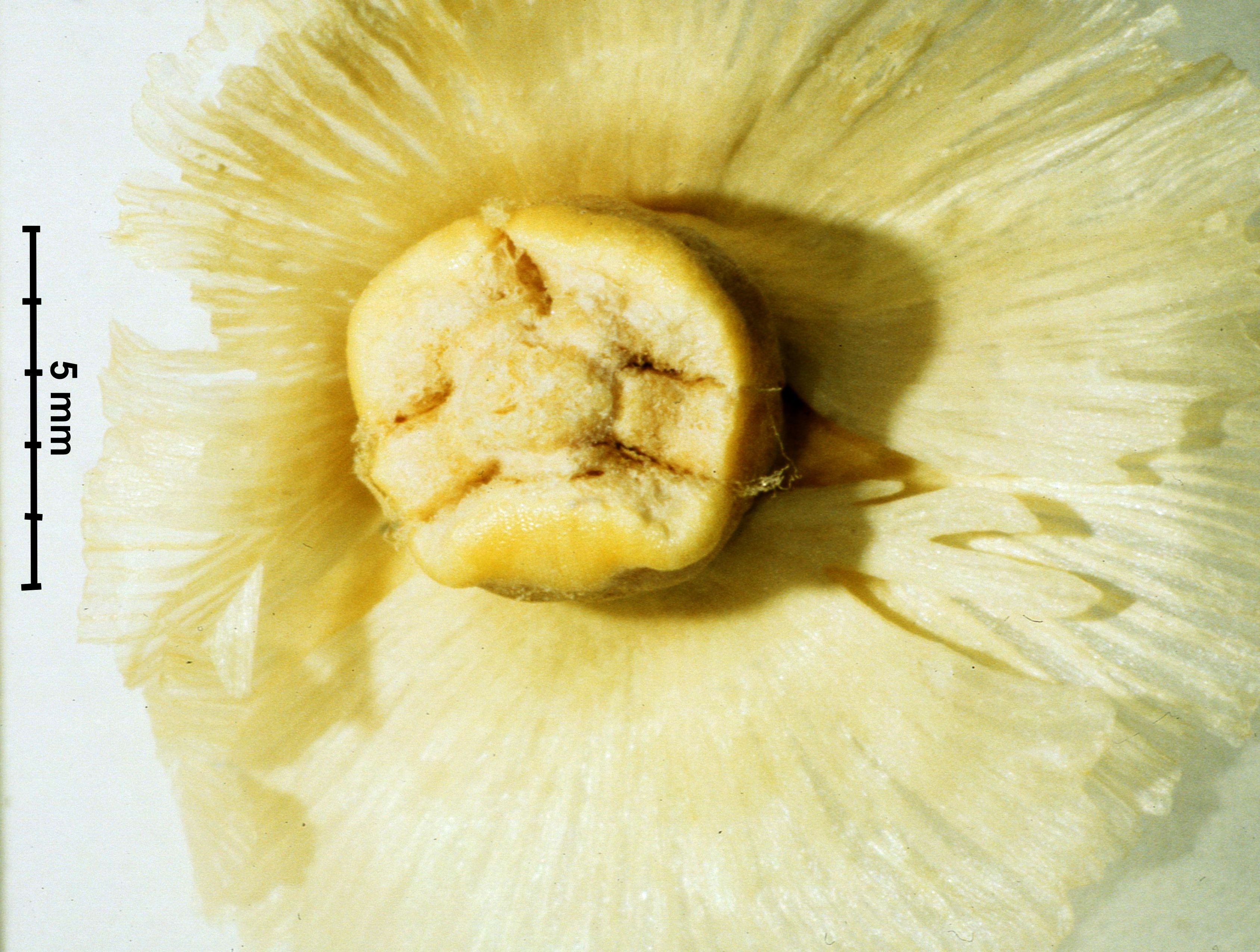
fruto (base)

## Distribución
El área de distribución de Halothamnus auriculus cubre el norte de Irán, Pakistán (Baluchistán), Afganistán, Turkmenistán meridional, Tayikistán, Kirguizistán, Usbekistan. Crece en el matorral de semidesiertos secos, en suelos de arcilla y grava, a menudo de solución salina o de yeso, a una altitud de 500 - 2550 m sobre el nivel del mar.

## Cultivo y usos
Halothamnus auriculus es una buena planta forrajera y se planta para una nueva puesta en cultivo de pastos. En sus hojas, las plantas acumulan boro.

## Taxonomía
Halothamnus auriculus fue descrita por (Moq.) Botsch., y publicado en Botaniceskjij Žurnal SSSR 55(1): 134 en el año 1981.
Etimología
Halothamnus: nombre genérico que deriva de las palabras griegas  ἅλς  (halo) = "salino" y θαμνος (thamnos) = "arbusto" lo que significa "arbusto de la sal", y se refiere tanto a los lugares de crecimiento a menudo salados, así como la acumulación de sal en las plantas.
auriculus: epíteto latino  que significa "con forma de oreja.
Subespecie
La subespecie ssp. acutifolius difiere de la ssp. auriculus por las hojas lanceoladas, de 2,5-9  mm de ancho.
Sinonimia para ssp. auriculus
- Salsola auricula Moq
- Caroxylon auriculum (Moq.) Moq.
- Aellenia auricula (Moq.) Ulbr
- Salsola moquiniana Jaub. & Spach
- Halothamnus moquinianus (Jaub. & Spach) Botsch

Sinonimia para ssp. acutifolius (Moq.) Kothe-Heinr., 1993
- Salsola auricula Moq. ß. acutifolia Moq.,
- Salsola decurrens Jaub. & Spach
- Caroxylon acutifolium (Moq.) Moq., nom. illeg.
- Salsola acutifolia (Moq.) Bunge, nom. illeg.
- Halothamnus acutifolius (Moq.) Botsch., nom. illeg.[6]